# Epipactis

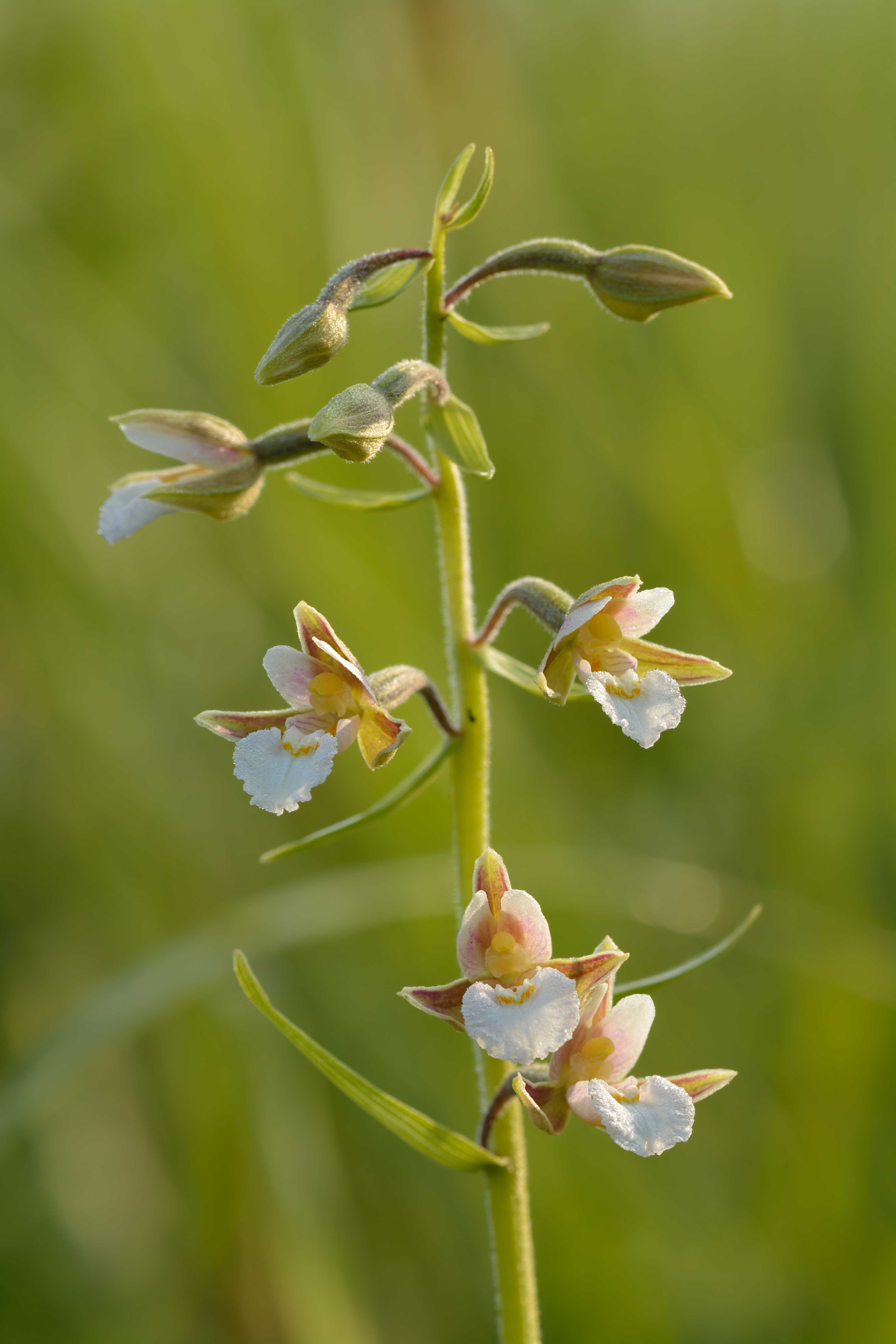
Epipactis palustris

Las heleborinas (Epipactis) son un género con unas 63 especies de orquídeas de hábito terrestre.

## Hábitat

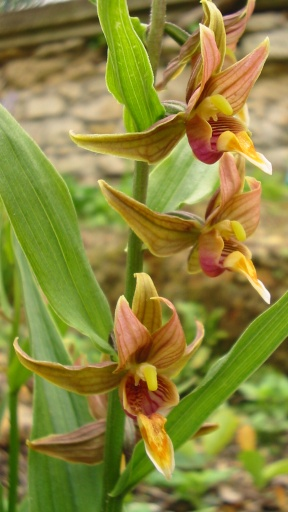
Epipactis gigantea

Estas orquídeas se distribuyen en las zonas templadas y subtropicales de las Américas, Asia y Europa encontrándose en bosques y en espacios abiertos, con desarrollo bajo tierra, en suelos calcáreos, y a menudo en dunas húmedas cerca del mar.
La única especie originaria de América es la heleborina gigante (Epipactis gigantea). Una especie europea, la heleborina de hojas grandes (Epipactis helleborine), se comporta como planta invasora en Norteamérica. La mayoría de estas especies están protegidas.
Son plantas resistentes a la humedad y se pueden desarrollar en lugares muy húmedos. La heleborina de las ciénagas (Epipactis palustris) es la única orquídea europea que sobrevive en terrenos inundados. Epipactis gigantea es una especie que se encuentra en el Oeste americano, y en el Sur de Canadá, en zonas húmedas e incluso a lo largo de arroyos. Pueden alcanzar una altura de 1 m.

## Descripción
Todas estas especies tienen una dependencia muy fuerte en su simbiosis con su madeja de hifas. Algunas especies sin embargo han reducido sus hojas y necesitan menos clorofila. La heleborina violeta (Epipactis viridiflora) puede sobrevivir sin clorofila. Estas formas se pueden reconocer por sus flores púrpura en vez de violeta.
Poseen rizomas carnosos y rastreros a partir de los cuales desarrollan renuevos; son hemicriptófitas, brotando en primavera un tallo de unos 20-70 cm de longitud que vivirá solo un año.
Presentan de 4 a 8 hojas lanceoladas, alternas, que se desarrollan sucesivamente cada vez más cortas hasta cerca del extremo del tallo. Sus márgenes son enteros, el extremo picudo. Las especies con menos clorofila tienen hojas de color púrpura azulado.
La inflorescencia en racimo consta de flores simétricas bilaterales con un atrayente colorido. Los 3 sépalos y los 2 pétalos laterales son ovoides y acuminados. Su color puede variar de verde blanquecino, a violeta y púrpura.
El labelo está dividido por un hipoquilo con forma de bola, con la superficie externa de un verde blanquecino y surcado con venas oscuras. El epiquilo de un blanco nieve es ondulado con forma de abanico.
El ovario es ínfero. Produce una cápsula seca con incontables semillas diminutas.

## Taxonomía
El género fue descrito por Johann Gottfried Zinn y publicado en Catalogus Plantarum Horti Gottingensis 85–87. 1757. La especie tipo es: Epipactis helleborine L.

#### Etimología
Epipactis: nombre genérico que procede del griego επιακτις (epipaktis), nombre de una planta medicinal usada en la Grecia clásica.

### Nombre común
- Español: heleborinas

## Especies
- Epipactis africana (Etiopía a Malawi)
- Epipactis albensis (centro Europa)
  - Epipactis albensis var. albensis (EC. Europa). rizoma geofito
  - Epipactis albensis var. fibri (Francia). Hemicriptofita o rizoma geofito
- Epipactis aspromontana (Italia)
- Epipactis atromarginata (Vietnam)
- Epipactis atrorubens : Heleborina rojo oscuro, heleborina real (Europa a Caucaso)
  - Epipactis atrorubens var. atrorubens
  - Epipactis atrorubens var. atrata (Austria)
- Epipactis bithynica (Turquía)
- Epipactis bugacensis (Hungría)
- Epipactis campeadorii (España)
- Epipactis cardina (España)
- Epipactis condensata (Turquía a Líbano, Chipre, oeste Transcaucaso)
- Epipactis cretica (Creta)
- Epipactis danubialis (Rumania)
- Epipactis degenii (Grecia)
- Epipactis dunensis (Gran Bretaña (norte Inglaterra a norte Gales)
- Epipactis duriensis Bernardos, D.Tyteca (Portugal)
- Epipactis flaminia (EC. Europa)
- Epipactis flava (Laos, Tailandia)
- Epipactis futakii (EC. Europa)
- Epipactis gigantea : Heleborina gigante, heleborina de los arroyos (oeste Canadá a norte México)
- Epipactis greuteri H.Baumann & Künkele (Grecia)
  - Epipactis greuteri ssp. preinensis (Austria)
- Epipactis guegelii (Rumania)
- Epipactis halacsyi (Grecia)
- Epipactis helleborine (L.) Crantz : Heleborina de hojas grandes (norte África, Europa a centro China)
  - Epipactis helleborine ssp. condensata (Boiss. ex Young) H.Sund.
  - Epipactis helleborine ssp. confusa (Young) H.Sund.
  - Epipactis helleborine ssp. distans (Alpes). rizoma geofito
  - Epipactis helleborine var. herbacea (Lindl.) S.N.Mitra
  - Epipactis helleborine var. intrusa (Lindl.) S.N.Mitra
  - Epipactis helleborine ssp. latina W.Rossi & E.Klein
  - Epipactis helleborine ssp. muelleri (Godfrey) O.Bolòs, R.M.Masalles & J.Vigo
  - Epipactis helleborine ssp. neerlandica (Vermeulen) Buttler
  - Epipactis helleborine ssp. ohwii (Fukuy.) H.J.Su
  - Epipactis helleborine ssp. orbicularis (K.Richt.) E.Klein
  - Epipactis helleborine var. papillosa (Franch. & Sav.) T.Hashimoto
  - Epipactis helleborine ssp. persica (Hausskn.) H.Sund.
  - Epipactis helleborine ssp. phyllanthes (G.E.Sm.) H.Sund.
  - Epipactis helleborine ssp. pontica (Taubenh.) H.Sund.
  - Epipactis helleborine ssp. renzii (Robatsch) B.Løjtnant
  - Epipactis helleborine var. sayekiana (Makino) T.Hashimoto
  - Epipactis helleborine var. tangutica (Schltr.) S.C.Chen & G.H.Zhu
  - Epipactis helleborine var. thomsonii (Hook.f.) B.S.Aswal
  - Epipactis helleborine ssp. transcaucasica A.P.Khokhryakov
  - Epipactis helleborine ssp. tremolsii (Pau) E.Klein
  - Epipactis helleborine ssp. troodii (Lindb.f.) H.Sund.
  - Epipactis helleborine ssp. varians (Crantz) O.Bolòs & Vigo
  - Epipactis helleborine f. variegata (Webster) B.Boivin
  - Epipactis helleborine var. viridiflora (Rchb.) O.Bolòs & Vigo
- Epipactis kleinii (sur Francia a este España)
- Epipactis komoricensis (este centro Europa)
- Epipactis leptochila : Heleborina de labelo estrecho (Europa)
  - Epipactis leptochila ssp. leptochila (Europa). rizoma geofito
  - Epipactis leptochila ssp. neglecta (oeste centro Europa) Hemicriptofita o rizoma geofito
- Epipactis leutei (Austria)
- Epipactis liestalensis (centro Europa)
- Epipactis lusitanica (sur Portugal)
- Epipactis magnibracteata (norte centro China)
- Epipactis mairei (Nepal a centro China)
- Epipactis mecsekensis (Hungría)
- Epipactis meridionalis H.Baumann & R.Lorenz (Sicilia a sur Italia)
- Epipactis meyerai
- Epipactis microphylla (Europa a Irán)
- Epipactis muelleri (oeste & centro Europa) 
  - Epipactis muelleri ssp. cerritae (Sicilia). Hemicriptofita o rizoma geofito
  - Epipactis muelleri ssp. muelleri (oeste & centro Europa) rizoma geofito
- Epipactis nauosaensis (Grecia)
- Epipactis ohwii (centro Taiwán)
- Epipactis olympica (Grecia)
- Epipactis palustris : Orquídea de los pantanos (Europa a Caucaso y Mongolia)
- Epipactis papillosa (Rusia Extremo Oriente a Corea, Japón)
- Epipactis persica (sudeste Europa a oeste Pakistán)
- Epipactis phyllanthes : Heleborina de flor verde (oeste & noroeste Europa)
  - Epipactis phyllanthes var. olarionensis (Francia) Hemicriptofita o rizoma geofito
  - Epipactis phyllanthes var. phyllanthes (oeste & noroeste Europa) rizoma geofito
- Epipactis placentina (Suiza a Italia)
- Epipactis pollinensis (Italia)
- Epipactis pontica (EC. Europa a norte Turquía)
- Epipactis provincialis (Francia)
- Epipactis pseudopurpurata (Eslovaquia)
- Epipactis purpurata (centro Europa)
- Epipactis rechingeri (norte Irán).
- Epipactis rhodanensis (Francia a Austria)
- Epipactis robatschiana Bartolo, D'Emerico, Pulv., Terrasi & Stuto (Italia)
- Epipactis royleana (este Afganistán a los Himalayas)
- Epipactis rubiginosa (Italia)
- Epipactis schubertiorum (Italia)
- Epipactis spiridonovii (Bulgaria)
- Epipactis stellifera (Suiza)
- Epipactis subclausa (Grecia)
- Epipactis tallosii (Eslovaquia, Hungría)
- Epipactis tenii (China)
- Epipactis thessala (norte & C. Grecia)
- Epipactis thunbergii (sur Rusia Extremo Oriente a Corea, Japón a Nansei-shoto)
- Epipactis troodi (Chipre, Turquía)
- Epipactis turcica (este Is. del Egeo a Turquía)
- Epipactis turcomanica (centro Asia)
- Epipactis ulugurica (Tanzania)
- Epipactis veratrifolia : Heleborina de los pantanos escasa (Cáucaso a Somalia y SC. China)
- Epipactis viridiflora : Violeta heleborina (Europa)
- Epipactis xanthophaea (China)
- Epipactis youngiana : Heleborina del joven (Gran Bretaña)

## Híbridos
- Epipactis × amigoi (E. helleborine × E. kleinii) (Europa)
- Epipactis × barlae (E. helleborine × E. microphylla) (centro Europa)
- Epipactis × barreana (E. latina × E. muelleri) (Italia)
- Epipactis × breinerorum (E. helleborine subsp. helleborine × E. greuteri) (EC. Europa)
- Epipactis × bruxellensis (E. helleborine × E. phyllanthes) (oeste Europa)
- Epipactis × capellonensis (E. atrorubens × E. latina) (Italia)
- Epipactis × cardonneae (E. atrorubens × E. kleinii) (oeste Europa)
- Epipactis × conquensis (E. cardina × E. kleinii) (España)
- Epipactis × gerbaudiorum (E. provincialis × E. tremolsii) (Francia)
- Epipactis × gevaudanii (E. helleborine × E. rhodanensis) (Francia)
- Epipactis × graberi (E. atrorubens × E. microphylla) (Europa)
- Epipactis × heterogama (E. atrorubens × E. muelleri) (Europa)
- Epipactis x nicolosii M.P.Grasso & Grillo (. (E. helleborine (L.) Crantz x E. meridionalis H.Baumann & R.Lorenz) (Sicilia)
- Epipactis × populetorum (E. helleborine × E. hispanica) (España)
- Epipactis × pupplingensis (E. atrorubens × E. palustris) (Europa)
- Epipactis × reinekei (E. helleborine × E. muelleri) (Europa)
- Epipactis × schmalhausenii (E. atrorubens × E. helleborine) (Europa)
  - Epipactis × schmalhausenii nothosubsp. fleischmannii (E. atrorubens × E. helleborine subsp. orbicularis) (Europa) Hemicriptofita o rizoma geofito
  - Epipactis × schmalhausenii nothosubsp. schmalhausenii (Europa). Rizoma geofito
- Epipactis × schulzei (Europa).
- Epipactis × soguksuensis(E. helleborine × E. turcica) (Turquía)
- Epipactis × stephensonii (E. helleborine × E. leptochila) (Europa).
- Epipactis × trikalana (E. helleborine × E. thessala) (Grecia).
- Epipactis × vermionensis (E. gracilis × E. helleborine) (Grecia).